# Lagenipora lepralioides
Lagenipora lepralioides är en mossdjursart som först beskrevs av Norman 1868.  Lagenipora lepralioides ingår i släktet Lagenipora och familjen Celleporidae. Inga underarter finns listade i Catalogue of Life.